# Biały Dwór
Biały Dwór [pronunciación en polaco: /ˈbjawɨ ˈdvur/] (en alemán: Weißhof) es un pueblo en el distrito administrativo de Gmina Koźmin Wielkopolski, dentro del Distrito de Krotoszyn, Voivodato de Gran Polonia, en el oeste de Polonia. Se encuentra aproximadamente 4 kilómetros al noroeste de Koźmin Wielkopolski, 19 kilómetros al norte de Krotoszyn, y 70 kilómetros al sudeste de la capital regional, Poznań.